# Herrin (Illinois)
Herrin ist eine Stadt in Illinois. Das U.S. Census Bureau hat bei der Volkszählung 2020 eine Einwohnerzahl von 12.352 ermittelt.

## Geographie
Die Stadt liegt 137 Kilometer südöstlich von St. Louis, 19 Kilometer nordöstlich von Carbondale und 12 Kilometer von Marion innerhalb dessen Ballungsraums und gehört zum Williamson County.

## Geschichte
Zu Beginn des 19. Jahrhunderts lag Herrin an der Lusks Ferry Road einer damals wichtigen Straße als Nachschubverbindung, die den Ohio River mit dem Fort Kaskaskia verband. 1922 erlangte die Stadt traurige Berühmtheit, als bei einem Streik der Minenarbeiter insgesamt 3 Personen der Firmenleitung und 19 Streikbrecher getötet wurden.

## Herrinfesta Italiana
International bekannt ist das alljährlich stattfindende, fünf Tage dauernde Herrinfesta Italiana, das zu Ehren der ersten Siedler, damals aus Italien, abgehalten wird und an dem erfolgreiche Künstler wie Survivor, Dixie Chicks, Night Ranger, Josh Gracin und Blue Öyster Cult teilgenommen haben.

## Bekannte Bewohner
- Ray Chapman (1891–1920), Baseballspieler
- David Lee Murphy (* 1958), Country-Sänger, Songschreiber, Komponist und Bandleader